# 伊索拉 (密西西比州)
伊索拉（英語：Isola）是位於美國密西西比州漢弗萊斯縣的城鎮。

## 人口
根據2020年美國人口普查的數據，伊索拉的面積為1.91平方千米，皆為陸地。當地共有人口638人，而人口密度為每平方千米334人。